# U-523
U-523 — большая океанская немецкая подводная лодка типа IX-C, времён Второй мировой войны.
Заказ на постройку лодки был отдан судостроительной компании «Дойче Верке» в Гамбурге 14 февраля 1940 года. Лодка была заложена 4 августа 1941 года под строительным номером 338, спущена на воду 15 апреля 1942 года, 25 июня 1942 года под командованием капитан-лейтенанта Вернера Питча вошла в состав учебной 4-й флотилии. 1 февраля 1943 года вошла в состав 2-й флотилии.
Лодка совершила 4 боевых похода, в которых потопила одно судно (5 848 брт).
25 августа 1943 года потоплена в северной Атлантике, к западу от Виго в районе с координатами 43°03′ с. ш. 18°02′ з. д. глубинными бомбами с британского эсминца HMS Wanderer и корвета HMS Wallflower. 17 членов экипажа погибли, 37 спаслись.